# Лозна (Ботошань)
Лозна (рум. Lozna) — село у повіті Ботошані в Румунії. Входить до складу комуни Лозна.
Село розташоване на відстані 390 км на північ від Бухареста, 36 км на північний захід від Ботошань, 132 км на північний захід від Ясс.

## Населення
За даними перепису населення 2002 року у селі проживали 1060 осіб, усі — румуни. Усі жителі села рідною мовою назвали румунську.